# Хна
Хна (араб. حناء‎) — краска из высушенных листьев лавсонии неколючей (Lawsonia inermis). Она традиционно используется для украшения тела в Индии, Пакистане, Северной Африке и многих арабских странах. Изготавливается из высушенных и растёртых в порошок листьев, собранных во время цветения.
Листья, растущие на высоких ветках, используют для росписи по коже (менди), поскольку они обладают более сильной окрашивающей способностью. Нижние листья идут на изготовления краски для волос, так что их перемалывают более грубо. Порошок хны тотчас же упаковывается и помещается в вакуум, так как краска довольно быстро портится.

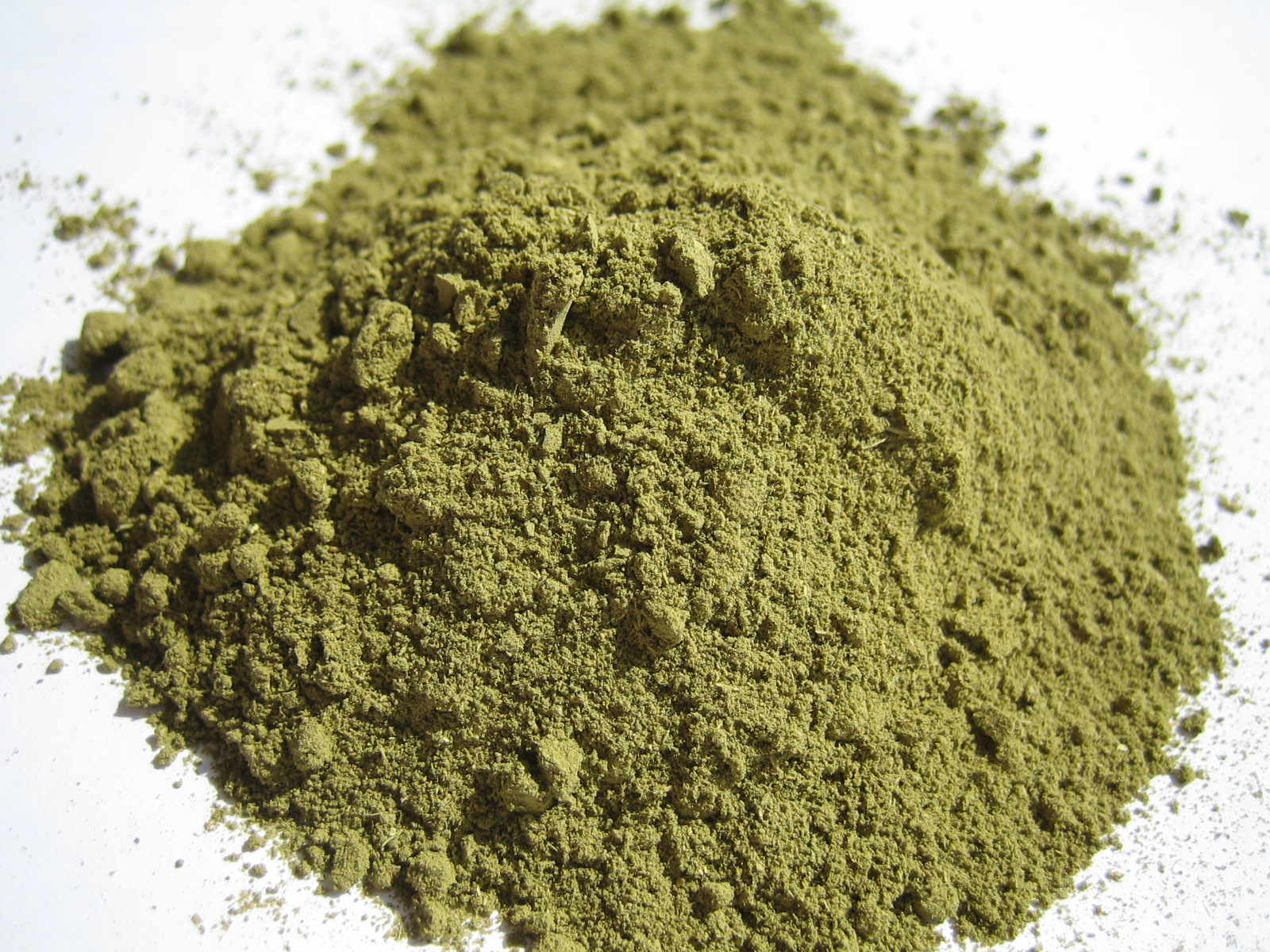
Хна для окрашивания волос

## История использования
С древних времен хну использовали как с косметической, так и лечебной целью.
Археологи обнаружили остатки хны на волосах и ногтях египетских мумий. Самые ранние свидетельства об использовании этого растения относятся к 1200 году до н. э.
В Индии и Северной Африке хну применяют для лечения кожных заболеваний. Использовали при открытых ранах, ожогах и экземе.
В 1769-1710 годах побывавший на Кавказе немецкий путешественник и натуралист Самуил Георг Гмелин, подробно рассказывал о процессе приготовления и применяя хны армянками, которые использовали её для окраски ногтей и волос.

## Виды

### Цветная
Цветная хна в основном используется для окрашивания тела и волос. Оттенки хны бывают очень разнообразны. Это зависит от консистенции и других добавок.

### Бесцветная
Бесцветная хна применяется в лечебных целях.

## Применение

### Окрашивание волос

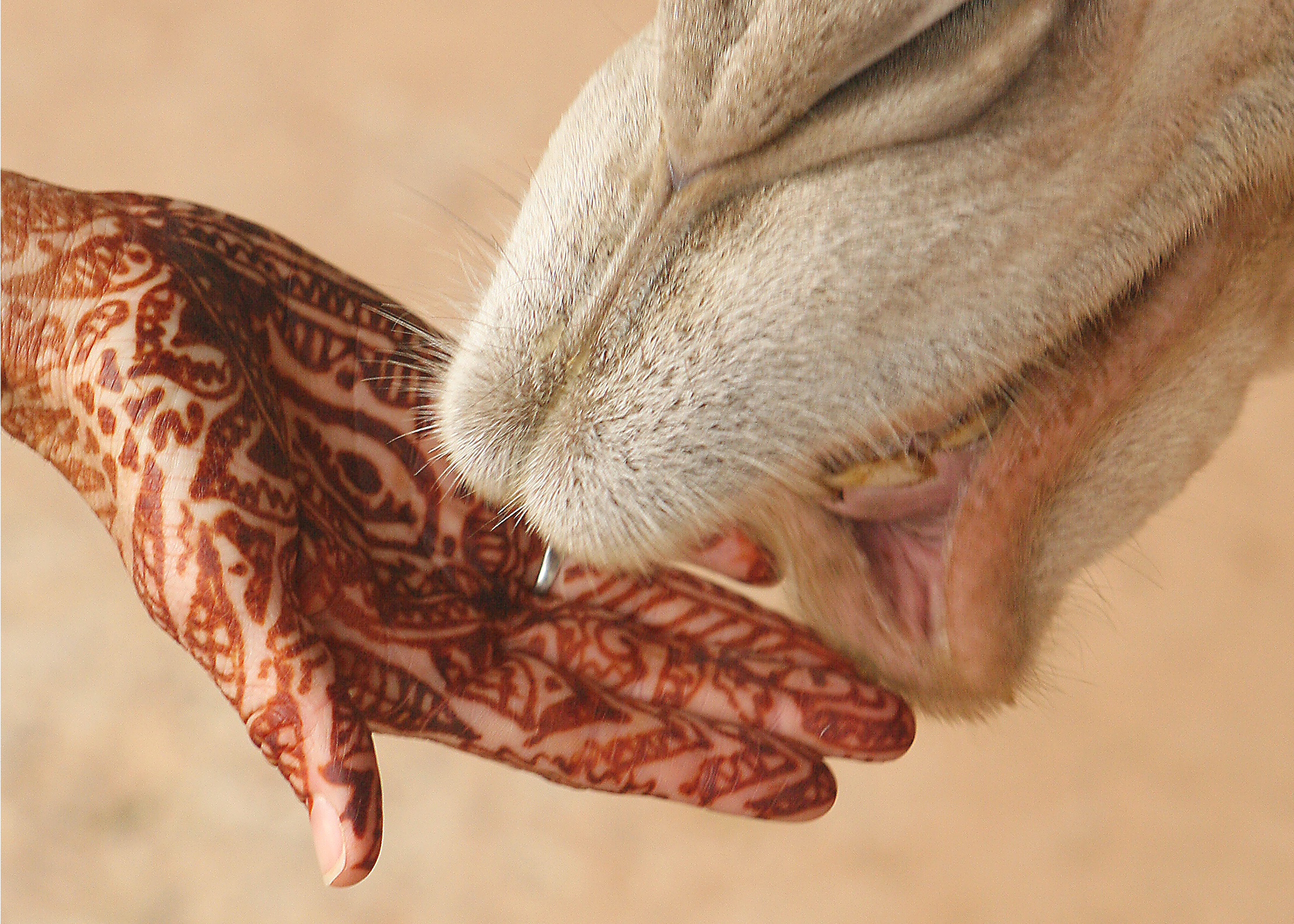
Женщина с менди на руке кормит верблюда

При окрашивании волос хна придаёт им насыщенный рыжий цвет. При сочетании с другими растениями можно получить богатую палитру оттенков — от золотистого до чёрного.
Для получения коричневого оттенка смешивают хну и басму в пропорции 1:1.
Также в состав хны могут добавляться:
- масла
- лимонная кислота
- кофе
- какао и прочее.

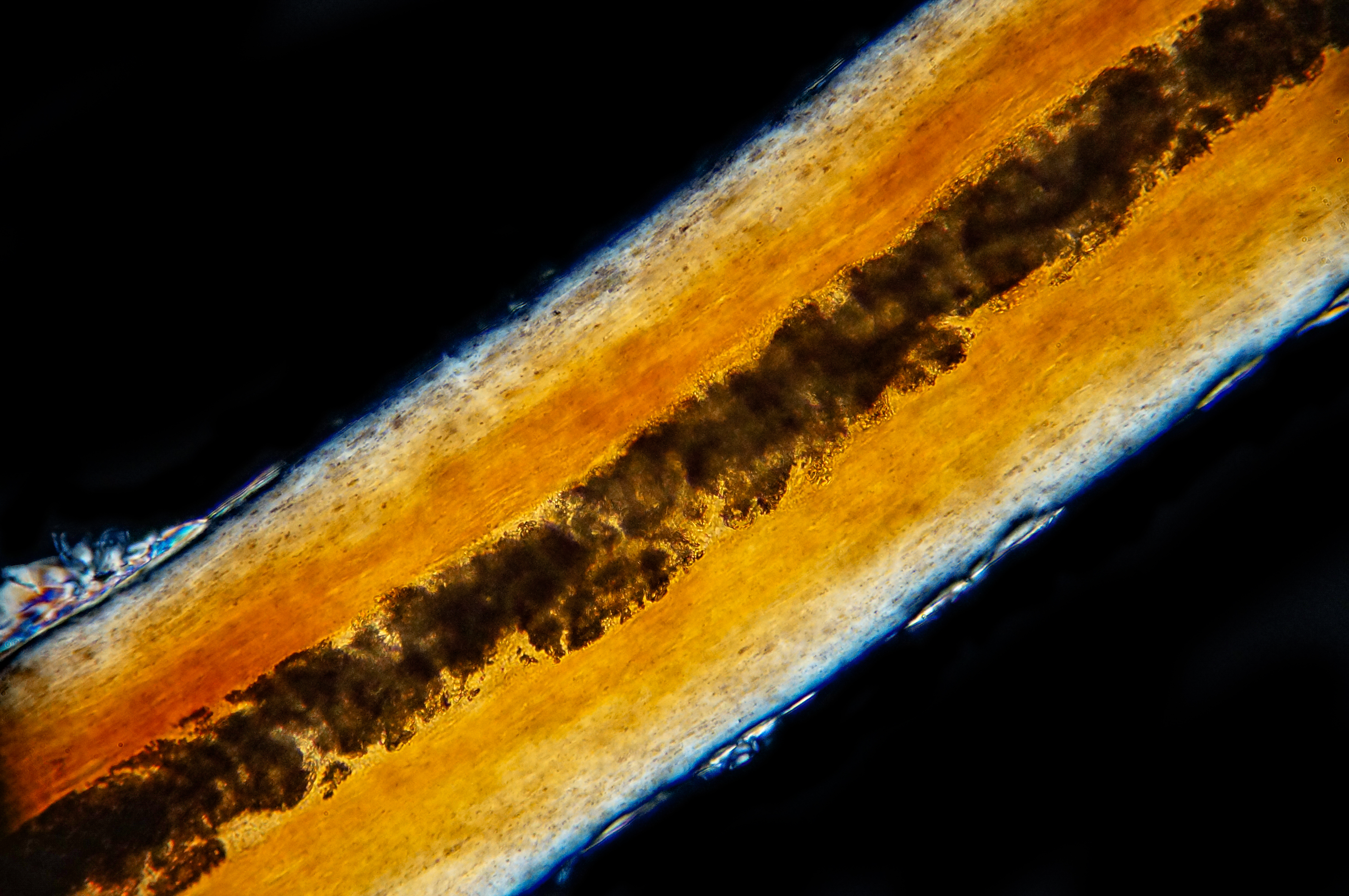
Человеческий волос

### Роспись по телу
С давних времён очень большую популярность в странах Средней Азии получила роспись по телу с использованием хны в эстетических и религиозных целях, которая называется менди. Рисунок держится до трёх недель и, в зависимости от добавок, обладает различными оттенками, от светло-оранжевого до тёмно-красного и чёрного.

### Окрашивание бровей
Специальная хна для бровей окрашивает волоски и верхние слои кожи. Оказывает укрепляющее действие на волосяные луковицы. Разводится специальным средством — минеральным раствором. Окрашивание бровей хной также называют биотатуажем.
Особенность окрашивания хной — состав наносится на брови в несколько слоев.

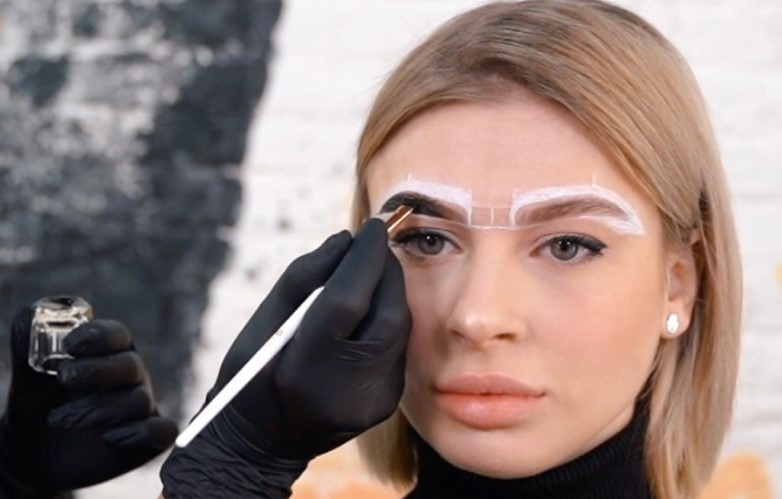
Фотография процесса окрашивания бровей хной

### Медицина
Первое документально подтвержденное упоминание хны в качестве медицинского средства относится к XVI веку до нашей эры и содержится в египетском папирусе Эберса. Лечение хной имело наибольшую популярность в арабских странах. Поскольку лавсония обладает довольно сильными дезинфицирующими свойствами, то её используют для обработки ран, швов, лечения дерматологических заболеваний и болезней костей. Так в хадисах у Тирмизи Умм Салма передаёт: «при жизни пророка Мухаммада не было ни такой царапины, ни раны, на которую не наносили бы хну в целебных целях». Хафиз И. Аль-Каююм писал, что полоскание хной очень полезно при стоматите и язвах языка, щёк и губ. Нанесение хны даёт успокоительный эффект при острых воспалениях и абсцессах. При боли в спине очень эффективно нанесение смеси, полученной из розового масла, натурального воска и экстракта хны в масле. Если пасту из листьев лавсонии нанести на язвы человека, болеющего ветрянкой или оспой, то они быстро высохнут. Можно увеличить блеск ногтей, если нанести на них пасту хны. После инфекции ногтей можно восстановить прежний вид повреждённого ногтя, если наносить хну с уксусом. Сухие листья лавсонии прекрасно отпугивают насекомых. Считается, что запах хны избавляет от головной боли и увеличивает потенцию.